# Liste der Deutschen Hallenmeister im 1500-Meter-Lauf
Die Liste der Deutschen Hallenmeister im 1500-Meter-Lauf enthält alle Leichtathleten und Leichtathletinnen, die den 1500-Meter-Lauf bei den Deutschen Hallenmeisterschaften gewannen.

## Männer
| Hallenmeister in der BRD                        | Hallenmeister in der DDR                 |
| ----------------------------------------------- | ---------------------------------------- |
| 1954: Karl-Heinz Schmalz (TuS Rot-Weiß Koblenz) |                                          |
| 1955: Klaus Retienne (Eintracht Frankfurt)      |                                          |
| 1956: Adolf Schwarte (VfL Gladbeck)             |                                          |
| 1957: Alfred Brand (TSV 1860 München)           |                                          |
| 1958: Edmund Brenner (SKV Eglosheim)            |                                          |
| 1959: Olaf Lawrenz (Berliner Sport-Club)        |                                          |
| 1960: Adolf Schwarte (Rot-Weiß Oberhausen)      |                                          |
| 1961: Hans-Joachim Blatt (Hamburger SV)         |                                          |
| 1962: Harald Norpoth (DJK SSG Telgte)           |                                          |
| 1963: Harald Norpoth (DJK SSG Telgte)           |                                          |
| 1964: Karl Eyerkaufer (FSV Frankfurt)           | Siegfried Valentin (ASK Vorwärts Berlin) |
| 1965: Bodo Tümmler (SC Charlottenburg)          | Jürgen May (SC Turbine Erfurt)           |
| 1966: Klaus Prenner (DJK Würzburg)              | Jürgen May (SC Turbine Erfurt)           |
| 1967: Klaus Prenner (DJK Würzburg)              | Dieter Hermann (SC Turbine Erfurt)       |
| 1968: Karl Eyerkaufer (SV Schwalbe Hanau)       | Dieter Hermann (SC Turbine Erfurt)       |
| 1969: Jürgen May (SV Schwalbe Hanau)            | Dieter Hermann (SC Turbine Erfurt)       |
| 1970: Harald Norpoth (DJK SSG Telgte)           | Dieter Hermann (SC Turbine Erfurt)       |
| 1971: Harald Norpoth (LG Ratio Münster)         | Klaus-Peter Justus (SC Motor Jena)       |
| 1972: Paul-Heinz Wellmann (TV Haiger)           | Klaus-Peter Justus (SC Motor Jena)       |
| 1973: Paul-Heinz Wellmann (TV Haiger)           | Klaus-Peter Justus (SC Motor Jena)       |
| 1974: Thomas Wessinghage (TV Haiger)            | Klaus-Peter Weippert (SC Empor Rostock)  |
| 1975: Thomas Wessinghage (TuS 04 Leverkusen)    | Jürgen Straub (ASK Vorwärts Potsdam)     |
| 1976: Thomas Wessinghage (TuS 04 Leverkusen)    | Klaus-Peter Justus (SC Motor Jena)       |
| 1977: Peter Belger (TuS 04 Leverkusen)          | Jürgen Straub (ASK Vorwärts Potsdam)     |
| 1978: Thomas Wessinghage (USC Mainz)            | Jürgen Straub (ASK Vorwärts Potsdam)     |
| 1979: Thomas Wessinghage (USC Mainz)            | Jürgen Straub (ASK Vorwärts Potsdam)     |
| 1980: Uwe Becker (VfL Wolfsburg)                | Jürgen Straub (ASK Vorwärts Potsdam)     |
| 1981: Uwe Becker (VfL Wolfsburg)                | Günter Ruth (SC DHfK Leipzig)            |
| 1982: Karl Fleschen (LG Bayer Leverkusen)       | Lutz Zauber (SC Dynamo Berlin)           |
| 1983: Uwe Becker (VfL Wolfsburg)                | Lutz Zauber (SC Dynamo Berlin)           |
| 1984: Uwe Becker (VfL Wolfsburg)                | Mike Dreißigacker (SC Dynamo Berlin)     |
| 1985: Uwe Becker (VfL Wolfsburg)                | Olaf Beyer (ASK Vorwärts Potsdam)        |
| 1986: Uwe Mönkemeyer (TV Wattenscheid)          | Jens-Peter Herold (ASK Vorwärts Potsdam) |
| 1987: Uwe Mönkemeyer (TV Wattenscheid)          | Jens-Peter Herold (ASK Vorwärts Potsdam) |
| 1988: Uwe Becker (VfL Wolfsburg)                | Rüdiger Horn (ASK Vorwärts Potsdam)      |
| 1989: Eckhardt Rüter (VfL Wolfsburg)            | Hauke Fuhlbrügge (SC Turbine Erfurt)     |
| 1990: Steffen Brand (TV Wattenscheid)           | Jens-Peter Herold (ASK Vorwärts Potsdam) |
| Gesamtdeutsche Hallenmeister seit 1991          |                                          |
| 1991: Hauke Fuhlbrügge (Thüringer SV Erfurt)    |                                          |
| 1992: Dieter Baumann (LG Bayer Leverkusen)      |                                          |
| 1993: Jens-Peter Herold (SC Charlottenburg)     |                                          |
| 1994: Jens-Peter Herold (SC Charlottenburg)     |                                          |
| 1995: Rüdiger Stenzel (TV Wattenscheid)         |                                          |
| 1996: Rüdiger Stenzel (TV Wattenscheid)         |                                          |
| 1997: Rüdiger Stenzel (TV Wattenscheid)         |                                          |
| 1998: Dieter Baumann (TSV Bayer 04 Leverkusen)  |                                          |
| 1999: Dirk Heinze (SV Creaton Großengottern)    |                                          |
| 2000: Dirk Heinze (SV Creaton Großengottern)    |                                          |
| 2001: Franek Haschke (LAC Quelle)               |                                          |
| 2002: Torsten Kühn (SV Creaton Großengottern)   |                                          |
| 2003: Wolfram Müller (LAV Tübingen)             |                                          |
| 2004: Franek Haschke (LG Asics Pirna)           |                                          |
| 2005: Wolfram Müller (LAV asics Tübingen)       |                                          |
| 2006: Stefan Eberhardt (Laufclub Erfurt)        |                                          |
| 2007: Wolfram Müller (LG Asics Pirna)           |                                          |
| 2008: Carsten Schlangen (LG Nord Berlin)        |                                          |
| 2009: Wolfram Müller (LG Asics Pirna)           |                                          |
| 2010: Wolfram Müller (Erfurter LAC)             |                                          |
| 2011: Florian Orth (LG Telis Finanz Regensburg) |                                          |
| 2012: Homiyu Tesfaye (LG Eintracht Frankfurt)   |                                          |
| 2013: Florian Orth (LG Telis Finanz Regensburg) |                                          |
| 2014: Homiyu Tesfaye (LG Eintracht Frankfurt)   |                                          |
| 2015: Homiyu Tesfaye (LG Eintracht Frankfurt)   |                                          |
| 2016: Florian Orth (LG Telis Finanz Regensburg) |                                          |
| 2017: Marius Probst (TV Wattenscheid)           |                                          |
| 2018: Sebastian Keiner (Erfurter LAC)           |                                          |
| 2019: Marius Probst (TV Wattenscheid 01)        |                                          |
| 2020: Timo Benitz (LG farbtex Nordschwarzwald)  |                                          |
| 2021: Marius Probst (TV Wattenscheid 01)        |                                          |

## Frauen
| Hallenmeisterinnen in der BRD                            | Hallenmeisterinnen in der DDR                       |
| -------------------------------------------------------- | --------------------------------------------------- |
| 1969: Christa Kofferschläger (Elberfelder TG)            |                                                     |
| 1970: Jutta von Haase (LG Süd Berlin)                    | Gunhild Hoffmeister (SC Cottbus)                    |
| 1971: Sylvia Schenk (ESV Jahn Treysa)                    | Karin Burneleit (SC Dynamo Berlin)                  |
| 1972: Ellen Tittel (TuS 04 Leverkusen)                   | Martina Muck (SC Leipzig)                           |
| 1973: Ellen Tittel (TuS 04 Leverkusen)                   | nicht ausgetragen                                   |
| 1974: Brigitte Kraus (LG Rhein-Berg)                     | Karin Krebs, geb. Burneleit (SC Dynamo Berlin)      |
| 1975: Ellen Wellmann, geb. Tittel (TuS 04 Leverkusen)    | Christiane Stoll (SC Neubrandenburg)                |
| 1976: Brigitte Kraus (ASV Köln)                          | Waltraud Strotzer (SC Motor Jena)                   |
| 1977: Brigitte Kraus (ASV Köln)                          | Gabriele Meinel (SC Cottbus)                        |
| 1978: Brigitte Kraus (ASV Köln)                          | Ulrike Bruns, geb. Klapezynski (SC Cottbus)         |
| 1979: Brigitte Kraus (ASV Köln)                          | Doris Gluth (SC Empor Rostock)                      |
| 1980: Brigitte Kraus (ASV Köln)                          | Christiane Wartenberg, geb. Stoll (SC Chemie Halle) |
| 1981: Elisabeth Schacht (LAV Bayer Uerdingen/Dormagen)   | Angelika Kuhse (SC Dynamo Berlin)                   |
| 1982: Brigitte Kraus (ASV Köln)                          | Beate Liebich (SC Turbine Erfurt)                   |
| 1983: Brigitte Kraus (ASV Köln)                          | Astrid Pfeiffer (SC Dynamo Berlin)                  |
| 1984: Brigitte Kraus (ASV Köln)                          | Christiane Wartenberg, geb. Stoll (SC Chemie Halle) |
| 1985: Brigitte Kraus (ASV Köln)                          | Christiane Wartenberg, geb. Stoll (SC Chemie Halle) |
| 1986: Vera Michallek, geb. Steiert (LG Frankfurt)        | Ines Bibernell (SC Chemie Halle)                    |
| 1987: Vera Michallek, geb. Steiert (LG Frankfurt)        | Katrin Wühn (SC Chemie Halle)                       |
| 1988: Brigitte Kraus (ASV Köln)                          | Birgit Barth (SC Dynamo Berlin)                     |
| 1989: Vera Michallek, geb. Steiert (Eintracht Frankfurt) | Yvonne Mai (SC Neubrandenburg)                      |
| 1990: Annette Hüls (Detmolder TV)                        | Ellen Kießling (SC Einheit Dresden)                 |
| Gesamtdeutsche Hallenmeisterinnen seit 1991              |                                                     |
| 1991: Ellen Kießling (Dresdner SC)                       |                                                     |
| 1992: Ellen Kießling (Dresdner SC)                       |                                                     |
| 1993: Antje Beggerow (SC Empor Rostock)                  |                                                     |
| 1994: Ellen Kießling (ASV Köln)                          |                                                     |
| 1995: Sylvia Kühnemund (SV Halle)                        |                                                     |
| 1996: Sylvia Kühnemund (SV Halle)                        |                                                     |
| 1997: Sylvia Kühnemund (SV Halle)                        |                                                     |
| 1998: Sylvia Kühnemund (SV Halle)                        |                                                     |
| 1999: Sylvia Kühnemund (Hallesche LAF)                   |                                                     |
| 2000: Sylvia Kühnemund (Hallesche LAF)                   |                                                     |
| 2001: Irina Mikitenko (LG Eintracht Frankfurt)           |                                                     |
| 2002: Kathleen Friedrich (LAC Erdgas Chemnitz)           |                                                     |
| 2003: Irina Mikitenko (LG Eintracht Frankfurt)           |                                                     |
| 2004: Kathleen Friedrich (SC Potsdam)                    |                                                     |
| 2005: Antje Möldner (SC Potsdam)                         |                                                     |
| 2006: Antje Möldner (SC Potsdam)                         |                                                     |
| 2007: Kerstin Werner (TV Wattenscheid)                   |                                                     |
| 2008: Antje Möldner (SC Potsdam)                         |                                                     |
| 2009: Antje Möldner (SC Potsdam)                         |                                                     |
| 2010: Denise Krebs (TV Wattenscheid)                     |                                                     |
| 2011: Denise Krebs (TV Wattenscheid)                     |                                                     |
| 2012: Maren Kock (LG Telis Finanz Regensburg)            |                                                     |
| 2013: Annett Horna (LC Rehlingen)                        |                                                     |
| 2014: Annett Horna (LC Rehlingen)                        |                                                     |
| 2015: Maren Kock (LG Telis Finanz Regensburg)            |                                                     |
| 2016: Maren Kock (LG Telis Finanz Regensburg)            |                                                     |
| 2017: Konstanze Klosterhalfen (TSV Bayer Leverkusen)     |                                                     |
| 2018: Diana Sujew (LG Eintracht Frankfurt)               |                                                     |
| 2019: Hanna Klein (SG Schorndorf)                        |                                                     |
| 2020: Hanna Klein (LAV Stadtwerke Tübingen)              |                                                     |